# Cornelia Jakobs

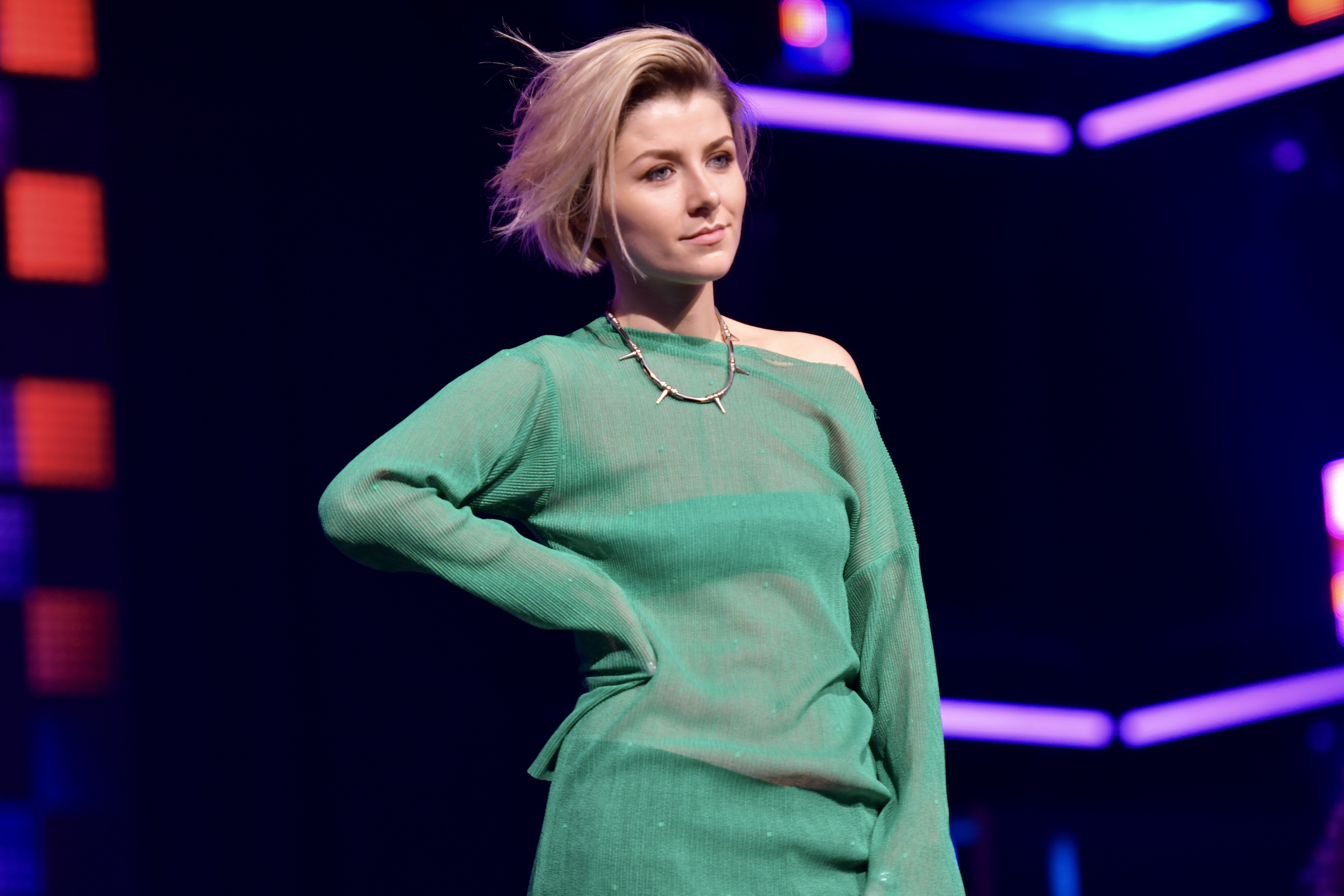
Cornelia Jakobs, 2022

Anna Cornelia Jakobsdotter Samuelsson (* 9. März 1992) ist eine schwedische Sängerin und Songwriterin. Sie tritt unter dem Namen Cornelia Jakobs auf. Sie vertrat Schweden mit dem Lied Hold Me Closer beim Eurovision Song Contest 2022.

## Leben
Samuelsson ist die Tochter von Jakob Samuel, Sänger der schwedischen Rockband The Poodles. Mit ihm trat sie bereits als Kind auf. Ihre Großmutter ist die Dirigentin Kerstin Nerbe. Samuelsson wuchs in Stockholm auf und besuchte das Musikgymnasium Rytmus musikgymnasium. Im Alter von 16 Jahren nahm sie 2008 an der schwedischen Castingshow Idol teil, wo sie jedoch nicht über die erste Runde hinaus kam. Während ihrer Zeit am Gymnasium wurde sie Mitglied in der Band Love Generation, die sich einige Zeit nach ihrer Gründung in „Stockholm Syndrome“ umbenannte. Die Band wurde im Jahr 2010 auf Initiative des Musikproduzenten RedOne gegründet. Samuelsson wurde in die Gruppe aufgenommen, nachdem ein anderes Mitglied abgesprungen war. Die Gruppe nahm am Melodifestivalen 2011 und am Melodifestivalen 2012, also den jeweiligen schwedischen Vorentscheiden für den Eurovision Song Contest des jeweiligen Jahres, teil.
Ihre Debütsingle als Solokünstlerin war das im Januar 2018 veröffentlichte Lied Late Night Stories. Als Songwriterin war sie am Lied Best of Me beteiligt, mit dem Efraim Leo am Melodifestivalen 2021 teilnahm. Mit ihrem Lied Hold Me Closer wurde sie Ende 2021 als Teilnehmerin am Melodifestivalen 2022 vorgestellt. Das Lied schrieb sie gemeinsam mit Isa Molin und David Zandén. Dort konnte sie sich im ersten Wettbewerb mit den meisten Stimmen für das Finale qualifizieren. Im Finale konnte sie mit den meisten Punkten von der Jury und den zweitmeisten Punkten vom Publikum vor Anders Bagge gewinnen. Sie erhielt damit das Recht, Schweden beim Eurovision Song Contest 2022 in Turin zu vertreten. Dort konnte sie sich im zweiten Halbfinale am 12. Mai 2022 für das Finale qualifizieren. Im Finale konnte sie mit 438 Punkten den vierten Platz erreichen. Im Vorfeld des Finales konnte das Songwriterteam hinter ihrem Beitrag bei den Marcel Bezençon Awards den Komponistenpreis gewinnen. Beim schwedischen Musikpreis Rockbjörnen gewann sie mit ihrem Lied Hold Me Closer in der Kategorie für das schwedische Lied des Jahres (Årets svenska låt). Sie gewann zudem in der Newcomer-Kategorie Årets genombrott. Beim Musikpreis Grammis konnte sie im Jahr 2023 ebenfalls die Auszeichnung als Newcomer des Jahres gewinnen. Zudem war ihr Lied Hold Me Closer als Lied des Jahres nominiert.

## Auszeichnungen
- 2022: Rockbjörnen, „Durchbruch des Jahres“
- 2022: Rockbjörnen, „Schwedisches Lied des Jahres“ (für Hold Me Closer)
- 2023: Rockbjörnen, Nominierung in der Kategorie „Künstlerin des Jahres“[17]
- 2023: Grammis, „Newcomer des Jahres“[18]
- 2023: Grammis, Nominierung in der Kategorie „Lied des Jahres“ (für Hold Me Closer)

## Diskografie

### Singles
| Jahr | Titel Album                      | Höchstplatzierung, Gesamtwochen, AuszeichnungChartplatzierungen (Jahr, Titel, Album, Platzierungen, Wochen, Auszeichnungen, Anmerkungen) | Höchstplatzierung, Gesamtwochen, AuszeichnungChartplatzierungen (Jahr, Titel, Album, Platzierungen, Wochen, Auszeichnungen, Anmerkungen) | Höchstplatzierung, Gesamtwochen, AuszeichnungChartplatzierungen (Jahr, Titel, Album, Platzierungen, Wochen, Auszeichnungen, Anmerkungen) | Höchstplatzierung, Gesamtwochen, AuszeichnungChartplatzierungen (Jahr, Titel, Album, Platzierungen, Wochen, Auszeichnungen, Anmerkungen) | Höchstplatzierung, Gesamtwochen, AuszeichnungChartplatzierungen (Jahr, Titel, Album, Platzierungen, Wochen, Auszeichnungen, Anmerkungen) | Anmerkungen                                                                                               |
| Jahr | Titel Album                      | DE | CH | UK | SE | NO | Anmerkungen                                                                                               |
| ---- | -------------------------------- | --- | --- | --- | --- | --- | --- |
| 2022 | Hold Me Closer –                 | DE— aDE | CH53 (1 Wo.)CH | UK59 (1 Wo.)UK | SE1 ×3Dreifachplatin · (30 Wo.)SE | NO15 (2 Wo.)NO | Erstveröffentlichung: 26. Februar 2022 Beitrag zum Melodifestivalen 2022 und Eurovision Song Contest 2022 |
| 2023 | It Takes a Fool to Remain Sane – | — | — | — | SE83 (2 Wo.)SE | — | Erstveröffentlichung: 28. April 2023                                                                      |

Weitere Singles
- 2018: Late Night Stories
- 2018: All the Gold
- 2018: You Love Me
- 2018: Animal Island
- 2018: Shy Love
- 2018: Locked Into You
- 2019: Hanging On
- 2020: Dream Away
- 2020: Weight of the World
- 2022: Fine
- 2022: Rise
- 2023: Bloody Mind
- 2023: I Turn to You
- 2023: Need You Now